# 助六太鼓
助六太鼓（すけろくだいこ）は、東京初のプロ奏者による創作和太鼓集団。1960年代に、東京の盆太鼓スタイルであった斜台（斜めの太鼓台）を使った打法を初めて組太鼓に取り入れた。のちの和太鼓ブームの火付け役となった初期の太鼓集団のひとつ。創設メンバーの一人が1980年代に大江戸助六太鼓を新たに結成し、助六太鼓を名乗る団体は2016年現在2つある。

## 沿革
東京都文京区にて「助六製麺」を営む小林晟高（こばやしせいこう）らが作った盆太鼓「大江戸助六会」を源流に、石倉義久、石塚由孝、小野里元栄、小林正道の4人の盆太鼓の奏者によって結成された。元となったのは舞踏家の真田実の呼びかけにより1966年に結成された「新音太鼓」であり、銀座のクラブ「クラウン」や船橋ヘルスセンターなどで演奏活動をしていたが、一年ほどで解散。1968年、新音太鼓で三味線方をつとめていた小輪瀬晋の呼びかけにより「助六太鼓」として組太鼓だけのアンサンブルに移行し、活動をつづける。1968年末には雪村いずみの海外公演に同行し米国西海岸3都市で演奏活動を行なうなど国内外で活躍。盆太鼓の乱れ打ちや八丈太鼓などを発展させた新曲を作り、佐渡島の伝統芸能「鬼太鼓」や韓国のサムゴム（三鼓舞）の演技も参考にするなどしてパフォーマンス性の高い独自の演奏スタイルを作り上げた。
1970年代に創立メンバーの4人は脱会し、1977年に現代表の今泉豊が引き継ぐ。創立メンバーはそれぞれ脱会後、石倉は「関東あばれ太鼓」結成、石塚は邦楽囃子方の望月流に入門して望月左武郎となり、小野里も邦楽囃子方・藤舎清成となり1993年には「日本太鼓道場」設立、小林は今泉と共同代表として助六太鼓での活動を再開したのち1982年に「大江戸助六太鼓」を結成した。現・助六太鼓代表の今泉は「助六太鼓」の家元、大江戸助六太鼓の小林は「大江戸助六流宗家」をそれぞれ名乗っている。

## 代表曲
新音太鼓時代に発表した「乱れ打ち」、創立メンバーによって作り上げられた「まつり太鼓」「白梅太鼓」「おろし太鼓（現・春雷）」などのほか、独創的な動きとリズム展開を持つ「二段打ち」および「四段打ち」も助六流の代表曲となっている。なお、これら助六太鼓オリジナル曲の演奏には同会の許可がいる。